# Sherlock Holmes - Chapter One
Sherlock Holmes - Chapter One è un videogioco di avventura e giallo della serie videoludica Sherlock Holmes sviluppata dalla compagnia ucraina Frogwares. Descritto come una origin story, il gioco costituisce una sorta di reboot dei precedenti capitoli della serie, partendo dai primi casi importanti risolti da Holmes in giovanissima età. Il giovane deve infatti indagare sul mistero della sua famiglia nell'isola mediterranea di Cordona, un arcano che avvolge la dipartita di sua madre, Violet Holmes. Infine si contraddistingue anche per essere il primo titolo open world della serie. 
Fu distribuito, esclusivamente in formato digitale, per Microsoft Windows, PlayStation 5 e Xbox Series X/S il 16 novembre 2021, mentre il 28 aprile 2022 fu pubblicata la versione per PlayStation 4; la versione per Xbox One, prevista per la stessa data, fu "posposta in maniera indefinita" a causa dell'invasione russa dell'Ucraina.
Il gioco ha ricevuto critiche per lo più positive grazie ai nuovi metodi di investigazione e risoluzione dei casi, mentre le meccaniche open world sono state accolte negativamente.

## Trama
Il gioco si suddivide in 5 casi principali, con altri misteri di minore rilevanza ai fini della storia.

### La storia di mia madre (A Mother's Love)
In una calda estate dell'anno 1880, dopo un decennio dalla morte di sua madre, Violet, il ventunenne Sherlock Holmes, insieme al suo miglior amico Jon, fa ritorno sull'isola di Cordona. Dopo aver dato un estremo saluto alla madre al cimitero dell'isola, il giovane detective fa la conoscenza di un eccentrico artista e gallerista, Verner Vogel (precedentemente conosciuto nel lussuoso hotel "Il Palazzo del Lusso"), il quale insinua che potrebbe esserci di più sotto le vaghe dichiarazioni delle prime indagini della polizia. Pertanto, Sherlock e Jon iniziano a investigare su cosa sia effettivamente accaduto, restaurando e riportando al suo antico splendore Villa Stonewood, dove la famiglia Holmes si era trasferita in passato dopo la morte di Siger, padre di Sherlock. Inoltre, le indagini e i ricordi che riaffiorano nella mente di Sherlock rivelano che Mycroft, suo fratello maggiore, gli ha tenuto nascosta la verità sulla malattia della madre, in quanto Violet non soffriva di tubercolosi come gli era stato detto, bensì a seguito della morte del marito aveva avuto un tracollo emotivo che la fece uscire di senno. 
La donna era seguita da un medico svizzero, tale Otto Richter, il quale adottò un approccio controverso e sperimentalistico immergendo Violet nella situazione iniziale che fece scaturire il suo esaurimento nervoso. Grazie ai suoi contatti e alla sua influenza, Mycroft intanto condusse qualche ricerca in segreto sul dottore, ma tutto quel che riuscì a scoprire furono solamente dei documenti accademici rilasciati dall'Università di Ginevra e che aveva un fratellastro di nome Klaus. Quando Sherlock riapre il piccolo "museo delle curiosità" personale di sua madre, si ricorda di quando, dopo un attacco di rabbia della madre, lui e Jon scesero in quella stanza per giocare, e nel mentre furono inconsapevoli testimoni di una lite tra Mycroft e il dottor Richter. Mycroft proibì categoricamente al medico di avvicinarsi ancora alla sua famiglia, e dai documenti ritrovati si evince che il primo dei fratelli Holmes testimoniò contro di lui durante un processo per omicidio. Le carte ci rivelano altresì che Jon non è altro che un amico immaginario di Sherlock, da lui creato dopo la morte di suo padre per riuscire a elaborare meglio il lutto e non riuscendo a stringere solidi legami d'amicizia con gli estranei. 

### Fantasmi del passato (Ghosts of the Past)
Jon desidera vedere un medium all'opera, un certo Luka Ghalichi, mentre evoca il fantasma di un rajah indiano. Entrando nella stanza della seduta spiritica, si scopre che si è venuta a creare della confusione e che il diamante di un nobile inglese annoiato, Lord Craven, è stato rubato. Indagando sulla scena, Sherlock scopre che Emma, l'amante di Lord Craven, aveva rubato il gioiello, nonché diversi beni del suo accompagnatore in un precedente viaggio, e qualcuno l'ha uccisa strangolandola. A seconda delle varie conclusioni a cui si può giungere, l'assassino può risultare o Lord Craven a causa del suo caratteraccio e problemi a gestire la rabbia, oppure Luka Ghalichi, in quanto sia lui che Emma erano membri di una gang nota come Le Falene, ma lei aveva tradito i suoi compari facendoli finire in prigione e l'ex ladro ora falso medium ha deciso di vendicarsi della donna.

### La gabbia dorata (A Gilded Cage)
Muovendosi tra le vie di Grand Saray, Sherlock e Jon scoprono un cancello devastato di una villa e il cadavere di un conoscente di Violet Holmes, Theodore Gilden. Il nobiluomo è stato ucciso dal suo elefante domestico, Golia, a cui qualcuno ha sparato un dardo avvelenato con stricnina – unitamente al fatto che il pachiderma era in calore essendo il periodo del musth (durante il quale gli elefanti maschi raggiungono livelli altissimi di testosterone e ormoni riproduttivi, il che li spinge a comportamenti oltremodo aggressivi) – e in preda alla furia ha calpestato l'uomo dopo averlo sbattuto a terra con la proboscide. Ritrovato l'animale grazie a un astuto stratagemma del duo, è possibile scegliere se far giustiziare o liberare Golia, oltre a dichiarare colpevole o Arthur Swift, ex collega di Gilden che può aver ucciso il rivale per avere il totale controllo sugli scavi archeologici sull'isola, o Paul Perks, amante di Imogen Gilden, figlia di Theodore, in quanto il padre di lei costituiva una minaccia per la sua carriera nelle gare di panfili ed era contrario alla loro unione. 

### Sangue, sudore e lacrime (The Muse From Abroad)
Verner Vogel invita Sherlock alla sua galleria per indagare su un atto di vandalismo accaduto di notte nella sua "Galleria Segreta". Il giovane detective scoprirà che il vandalo di opere d'arte ha distrutto i quadri come diversivo per nascondere il furto di un quadro nello specifico: uno appartenente a una serie di quadri intitolati "La Notte del Sabba di Cordona", ritraenti scene particolarmente cruente, nel quale si vede un diavolo rosso con varie code che copula con una donna legata, osservati da una folla. Questo dipinto, si viene a sapere, è originato da una foto incriminante in cui un emissario britannico, Thomas Norton, ha violentato una giovane immigrata incinta di origini africane, Neila, durante una perversa festa in maschera (nella quale indossava un costume da diavolo appunto). Si aggiunge anche una terza parte al quadro generale, Niccolò Bernadotti, uno spietato capo di un'organizzazione criminale di stampo mafioso, non a caso il ladro del quadro, nonché assassino involontario dell'artista Bonifacio Mercurio e rapitore di immigrati rimasto ucciso per goffaggine al campo profughi, si rivela essere uno dei suoi uomini assoldato da Norton per risolvere la questione. Invero Bonifacio Mercurio voleva ricattare l'emissario richiedendo una grossa somma in denaro in cambio della foto che potrebbe rovinare la sua carriera, e Bernadotti ha pensato di approfittarne. Alla fine si può scegliere se consegnare la foto a Vogel e far arrestare sia Norton che Bernadotti o uno dei due, oppure consegnare a uno di loro due la foto in cambio di aiuto per la regolarizzazione e sistemazione dei profughi africani e non. 

### Agnello sacrificale (Sacrificial Lamb)
Vernel Vogel invia a Sherlock un invito e un costume per una festa in maschera nella sontuosa villa di uno dei membri dell'elite di Cordona, Kurt Manchios, che spesso e volentieri tiene questo tipo di eventi. Nel corso della festa, Sherlock e Jon apprendono da Vogel che un ballerino e "accompagnatore" abituale di tali feste, Fabio, è stato assassinato in una sala dei rituali, e a causa di una soffiata del maggiordomo, Santos Pinchetti (nipote illegittimo di Manchios), la polizia effettua una retata nella magione interrompendo bruscamente la serata e arrestando tutti. Alla centrale di polizia, Sherlock trova un accordo con il commissario, interrogando gli altri sospettati, tra i quali Pinchetti e Matista, la migliore amica di Fabio, con cui lavorava sempre insieme. Una volta ottenuti tutti gli elementi chiave, si può concludere che Fabio sia stato ucciso o da Santos Pinchetti – in quanto stanco di essere umiliato da uno zio che lo detestava, avrebbe pensato di uccidere il giovane e incastrare lo zio per restare l'unico erede legittimo – o da Matista – la quale temeva la continua popolarità e le ambizioni del suo amico e voleva tenerselo per sé, conducendo un rituale d'amore in cui lo ha ucciso – oppure da Kurt Manchios – che avrebbe ucciso Fabio dopo l'ennesimo rifiuto di voler stare per sempre in compagnia e ai servizi del vecchio ricco, poiché l'artista continuava a giocare con i suoi sentimenti e a sfruttarlo.

### Epilogo
Dopo che Sherlock ha risolto e chiuso il caso dell'omicidio a Villa Manchios, l'agente Harvey Oswald gli fornisce l'ultima informazione necessaria per la sua indagine sulla morte della madre, e torna alla villa dopo una breve discussione sull'etica con Vogel. 
In un flashback con climax crescente, Sherlock, nel giardino posteriore della magione, ricorda il tragico evento: quando aveva dieci anni, nel mattino del 9 aprile 1869, dopo la sfuriata iniziale della madre con il dottor Richter e avendo sentito di nascosto suo fratello che minacciò il medico, accompagnò sua madre malata a fare un giro proprio lì. A un certo punto Violet chiese al figlio di chiamare il padre, ma lui le ricordò che Siger era deceduto da alcuni anni ormai, il che scatenò l'ennesimo attacco di rabbia della madre, la quale tentò di annegare il piccolo Sherlock nello stagno lì vicino (motivo per cui Sherlock soffre di grave idrofobia). Quando riaprì gli occhi, il bambino vide suo fratello che aggrediva il dottor Richter, in quel momento vicino alla donna da poco morta. L'ultima deduzione dipende dalle conclusioni che i giocatori vogliono trarre: se si ritiene che sia stato Jon (che aveva suggerito di agire in quel modo) oppure Sherlock (con l'inconsapevole incoraggiamento di Jon), il quale trafficò con le medicine che usava la madre, si può concludere che Violet ebbe una terribile reazione allergica, morendo nonostante il dottor Richter avesse cercato di salvarla con una tracheotomia. Se invece si crede possa essere stato il dottor Richter a ucciderla volontariamente o non intenzionalmente, il risultato delle deduzioni è che è possibile avesse praticato un'eutanasia sulla povera Violet, e Mycroft era accorso per arrestarlo tenendolo sotto tiro con una pistola. A prescindere dalla scelta fatta, comunque Sherlock aggredirà Jon accusandolo di aver sempre saputo la verità e averglielo tenuto nascosto, e poi si ripresenta Mycroft per affrontare suo fratello minore, sotto shock e devastato dai ricordi recuperati. Sherlock e Jon si diranno addio in modo amaro o tragico, a seconda della conclusione deduttiva, per esempio Sherlock "ucciderà" Jon in senso figurato puntandogli la pistola contro, oppure sarà deciso ad autodenunciarsi per senso di giustizia e dovere, o ancora sarà sul punto di sparare a Mycroft, se non abbracciarlo ricongiungendosi con lui. Alla fine della discussione, Jon sparisce nel nulla, lasciando Sherlock con la mente devastata, in quanto per tutti questi anni ha parlato da solo e non lo aveva mai realizzato, con la possibilità che la malattia mentale della madre possa essere genetica e quindi trasmessa anche a lui.  
Dando un ultimo addio a sua madre nel cimitero, Sherlock affronta Vogel, che ha capito essere Klaus Richter, il fratellastro disperso di Otto Richter. Sebbene il giovane detective si mostri alquanto ostile nei suoi confronti, Vogel sostiene che spronandolo a fronteggiare il suo passato, ha reso Sherlock da Sisifo a Osimandia, dandogli la possibilità di mettere da parte le sue ossessioni e fargli capire com'è il mondo, e regalandogli un quadro con un suo ritratto con l'aspetto di un paziente da manicomio. Alla fine, in base a quel che Sherlock sceglierà, lascia per sempre Cordona per la morte di sua madre, per esilio a causa della sua autodenuncia e un breve periodo passato in prigione – rilasciato grazie all'intercessione di Mycroft, oppure perché ormai annoiato dall'isola. 
Il gioco si conclude con Sherlock – o Mycroft, in una delle possibili conclusioni – che racconta come, andatosene via da Cordona, ha fatto ritorno a Londra, si è poi iscritto all'Università di Cambridge e si è interessato alla chimica, forse cercando conforto nelle verità empiriche della scienza e dedicandosi a risolvere casi criminali di piccola importanza. Nell'ultima scena viene mostrato il primissimo incontro tra Sherlock Holmes e il dottor Watson, nella camera mortuaria dell'ospedale di Bath, nel capitolo di apertura di Uno studio in rosso, con il detective che rimane allibito nel vedere quanto il suo futuro coinquilino e forse unico vero amico della sua vita somigli incredibilmente al suo vecchio amico immaginario.

## Casi secondari
Durante la risoluzione del caso, è possibile risolvere anche altri casi di minore importanza ai fini della trama.

### Casi della polizia
La polizia richiederà di risolvere 7 casi, riguardanti omicidi, sgominare bande criminali et al., e nell'ultimo di ritrovare l'ispettore capo Luciano J. Placido, dato per disperso durante un caso importante.

### Casi di Mycroft
Mycroft Holmes, fratello maggiore di Sherlock, al servizio della Corona inglese, chiederà al fratellino di risolvere alcuni casi di vitale importanza per le questioni diplomatiche tra Cordona e la Corona. 

### Altri casi
Casi di varia natura, quali risoluzione di omicidi e di identità, tra i quali spiccano "È tutto un trucco" (Beyond a Joke), nel quale alla fine si scopre che il ladro gentiluomo francese Arsenio Lupin, maestro trasformista, è venuto a Cordona dove ha sedotto una giovane prestidigitatrice, Melinda Teller, in modo che fosse sua ignara complice in una serie di furti ai danni di ricchi aristocratici dell'isola – lasciando spazio a una probabile riapparizione nella lettera d'addio a Sherlock, e "Il mistero di M" (M for Mystery), in cui il giovane detective conosce una mente criminale ingegnosa quanto la sua, che si firma come M – palese indicazione del Professor James Moriarty, storico arcinemico di Sherlock Holmes, elemento confermato quando Jon lo definisce un "Napoleone del crimine", come fa spesso Sherlock – e ha organizzato una serie di intricati complotti per danneggiare la Corona. Entrambi i criminali non appaiono di persona nel corso del gioco in quanto, risolto il caso, si scopre che hanno già lasciato Cordona da un po' di tempo, diretti evidentemente in Europa. 

## Sequel
Il 10 febbraio 2023 la Frogwares ha rilasciato un remake del vecchio gioco uscito nel 2006, Sherlock Holmes - The Awakened, nel quale sono stati ripresi come di consuetudine i modelli per i personaggi tratti dal gioco precedente. Il gioco è ambientato 3 anni dopo gli eventi di Chapter One, con Sherlock che inizia una lenta discesa nella pazzia.

## Ambientazione
Il gioco è ambientato tra giugno e agosto del 1880 nell'immaginaria isola mediterranea di Cordona, ispirata agli Stati insulari di Malta e Cipro, che nel XIX secolo erano protettorati dell'Impero britannico, come Cordona. Sull'isola sono pertanto presenti elementi di origine inglese, italiana, ottomana e greca antica. La città è suddivisa in cinque distretti tutti da esplorare: Old City (Città Vecchia), il quartiere turco, dove si trovano una fortezza medievale, un bazaar, bagni turchi e un caravanserraglio. Scaladio è il centro amministrativo del posto, sotto il controllo degli inglesi, dove sono ubicati cattedrali, municipio, banche e hotel. Grand Saray costituisce il quartiere ricco del centro abitato, in cui si possono ammirare ville lussuose e posti nei quali i turisti più benestanti cercano esotici luoghi di villeggiatura. Silverton è il decadente distretto industriale della città, pieno di fabbriche e magazzini vari; e il distretto più povero è invece Miner's End, in cui si trovano baraccopoli ed edifici fatiscenti (così chiamato perché sorto vicino a una miniera d'argento sfruttata all'estremo).

## Riferimenti al canone letterario
Nel gioco sono presenti molti riferimenti alle opere letterarie di Sherlock Holmes: per esempio, Baskerville Street che rimanda a Il mastino dei Baskerville, o Lestrade Street che invece è un rimando all'ispettore Lestrade. Inoltre nella "stanza delle curiosità" della signora Holmes vi è un tomo dal titolo "Watkinson e Holman: Capitolo Uno", chiara parodia del nome dei due indagatori di sir Arthur Conan Doyle e del gioco stesso. Interessante come alcuni noti effetti personali del detective, come la sua pipa in legno di ciliegio e la lente di ingrandimento siano stati fatti appartenere ai suoi genitori, rispettivamente al padre e alla madre. Siger e Violet, i genitori di Sherlock, sarebbero un riferimento al nome di battaglia del detective durante la breve pausa dopo L'ultima avventura, Sigerson, e il secondo al nome di una sua cliente per la quale si suppone comunemente possa aver nutrito un certo interesse, apparsa in L'avventura dei Faggi Rossi. Tra le altre cose degne di nota, il giovane Sherlock Holmes qui non sa ancora suonare il suo famoso violino, che otterrà dopo averlo recuperato per un anziano virtuoso di tale strumento da una banda di marinai molesti.

## Riferimenti ad altri giochi
Nel corso del gioco è possibile notare riferimenti ad altri titoli famosi, quali Luigi's Mansion (nel caso "L'acchiappafantasmi", in cui Luigi sarebbe un imbroglione che fa credere alle sue vittime che ci siano fantasmi nella loro zona grazie all'uso di un fischietto particolare, ma una volta scoperto scappa via e torna nella sua catapecchia – chiamata appunto Luigi's Mansion – dove si ubriaca, e il poster pubblicitario potrebbe essere visto come un rimando ai Tipi Timidi del franchise di Super Mario) e Red Dead Redemption 2 (nella galleria d'arte di Vogel compare anche un quadro dell'artista Charles Châtenay).